# Форум національного порятунку
Грома́дська ініціати́ва «Фо́рум націона́льного поряту́нку» (ФНП) — створена 9 лютого 2001 року з метою усунення від влади президента Леоніда Кучми і перетворення України на парламентську республіку.
Роботу руху координувала спеціальна рада, до складу якої ввійшли: Олександр Мороз, Юлія Тимошенко, Олександр Турчинов, Сергій Головатий, Тарас Чорновіл, Анатолій Матвієнко, Володимир Чемерис, Володимир Олійник, Степан Хмара, Костянтин Ситник, Левко Лук'яненко, Тарас Стецьків, Володимир Філенко, Євген Жовтяк, Сергій Комісаренко, Олексій Шеховцов.
В установчих зборах взяли участь також Олександр Єльяшкевич, Дмитро Іванов, Юрій Кармазін, Борис Кожин, Олександр Кривенко, Віктор Лінчевський, Олег Ляшко, Григорій Омельченко, Сергій Правденко, Слава Стецько, Максим Стріха, Василь Червоній, Віталій Шевченко, Олесь Шевченко, Юрій Шкарлат, Володимир Шовкошитний, Сергій Шолох та ін.
На засіданні зі створення форуму головував Тарас Чорновіл. За його словами, мета ініціативи — «оксамитна революція в Україні».
На установчих зборах був прийнятий маніфест, у якому проголошена ціль: «Покласти кінець кримінальному режиму, затвердити правду і закон, а також повернути Україну на європейський шлях розвитку».
Головні цілі руху — істотне обмеження повноважень президента, ініціювання у Верховній Раді процедури імпічменту Кучми.
У листопаді 2001 року на базі ФНП створений український політичний альянс «Блок Юлії Тимошенко».